# Gründelwale
Die Gründelwale (Monodontidae) sind eine Familie bis etwa 6 m langer Zahnwale in nördlichen (vor allem arktischen) Meeren. Der Kopf ist stumpf gerundet mit aufgewölbter Stirn, die Brustflossen sind relativ klein und gerundet, eine Rückenfinne fehlt. Die Gründelwale fressen überwiegend am Grund, daher der Name. Morphologische, immunologische und molekularbiologische Untersuchungen bestätigen die nahe Verwandtschaft der Gründelwale mit den Schweinswalen, die ihr Schwestertaxon darstellen und ebenfalls den Delfinartigen angehören. Sie werden daher mit diesen Familien in einer gemeinsamen Überfamilie Delphinoidea vereint.
Die Gründelwale sind in Größe und Form untereinander ähnlich. Ihr relativ stämmiger Körper hat eine dicke Blubberschicht zum Schutz vor Kälte. Sie haben einen rundlichen Kopf mit sehr kurzer Schnauze und beweglichem Genick. Die Rückenfinne fehlt, die Flipper sind klein und rundlich, die Fluke hat eine deutliche Einkerbung.
Die beiden einzigen Vertreter der Gründelwale sind der Narwal (Monodon monoceros) und der Weißwal oder Beluga (Delphinapterus leucas). Wegen großer Ähnlichkeit mit dem Weißwal wurde manchmal auch der Irawadidelfin hierher gezählt, der aber nach neueren Untersuchungen eindeutig zu den echten Delfinen gehört.